# Francis Davis
Francis Davis (7 de marzo de 1810 – 1881) fue un poeta, y editor irlandés.

## Biografía
Francis era aborigen de Ballincollig, Condado de Cork. Hijo de un soldado y presbiteriano del norte irlandés, probablemente cerca de Hillsborough, Condado Down. Y, su madre, Jane MacFee, cuyo hermano Daniel había pertenecido a la Sociedad de Irlandesas Unidos, y vivía en Belfast.
Cuando su padre estuvo ausente, durante las guerras napoleónicas, la familia vivió en Belfast y en Hillsborough. Su madre murió cuando él aún era niño. Luego su padre lo consignó al cuidado de un rico, mas avaro pariente, por la que Francis debió trabajar en el telar. A la muerte de su padre, se escapó de esa monotonía a Belfast, desde donde viajó por Inglaterra y Escocia, ganándose la vida por su oficio de tejedor, y escribiendo poemas todo el tiempo. Al mismo tiempo estudió francés, latín, griego y gaélico.
EIn 1843, se estableció en Belfast donde fue editor del The Belfastman's Journal, y luego también fue cronista y periodista de muchos periódicos. Contribuyó con numerosos poemas al The Nation bajo el seudónimo de "The Belfast Man". Sus poemas se recolectaron en varios volúmenes, entre 1847 a 1863.
Falleció en Belfast, y se halla sepultado en el Milltown Cemetery.

## Algunas publicaciones
- 1878. Earlier and Later Leaves: Or, An Autumn Gathering. Contribuyó Columban O'Grady. Publicó W.H. Greer, Donegall Place. 629 p.

- 1850. Lady Ouncèbelle and Lord Lovel: Told a New in Verse ... Marcus Ward's royal illuminated legends. Publicó Nimmo.